# Syndrome Varadi-Papp
Le syndrome Varadi-Papp fait partie des syndromes oro-facio-digitaux. Il se distingue par :
- Anomalies du métacarpe
- Une polydactylie
- Une agénésie du vermis cérébelleux

## Autres noms
- Polydactylie fente labio palatine retard psychomoteur
- Syndrome Oro-facio-digital type 6

## Étiologie
- Inconnue

## Description
Les patients sont plutôt petits et présentent un retard de développement staturo-pondéral.

Le visage présente des traits caractéristiques. Il existe souvent une division labiale et palatine ou un hamartome de la langue.
Les reins présentent une dysplasie ou sont absents.
Les mains et les pieds sont souvent porteurs d'anomalies : une polydactylie centrale est la caractéristique la plus frappante de ce syndrome.
Le retard mental est fréquent avec hypotonie.

## Diagnostic
Le syndrome de Varadi-Papp doit être discuté avec :
- Syndrome de Pallister-Hall
- Syndrome hydroléthalus
- Syndrome de Joubert

## Transmission
- Transmission autosomique récessive

## Sources
- (en) https://www.ncbi.nlm.nih.gov/omim/277170 Online Mendelian Inheritance in Man], OMIM (TM). Johns Hopkins University, Baltimore, MD. MIM Number:277170